# Kevin Burnham
Kevin Lobdell Burnham (Queens, 21 de dezembro de 1956 — 27 de novembro de 2020) foi um velejador estadunidense.

## Carreira
Burnham representou três vezes seu país nos Jogos Olímpicos, nos quais conquistou uma medalha de prata em 1992 ao lado do Morgan Reeser e um ouro em 2004 com Paul Foerster.

## Morte
Morreu em 27 de novembro de 2020, aos 63 anos, de uma doença pulmonar.